# La donna del miracolo
La donna del miracolo (The Miracle Woman) è un film del 1931 diretto da Frank Capra.

## Trama
Florence Fallon è la figlia di un anziano pastore che, dopo anni di servizio devoto, viene sostituito dalla sua congregazione con un predicatore più giovane e dinamico. Amareggiata e disgustata dall’ingratitudine e dall’ipocrisia dei fedeli, Florence si scaglia contro di loro durante il sermone funebre del padre, esprimendo con rabbia il suo disprezzo per la loro bigotteria. La sua appassionata denuncia cattura l’attenzione di Bob Hornsby, un uomo astuto e senza scrupoli che intravede in lei un’opportunità per fare fortuna. Convince Florence a sfruttare il suo carisma e il talento oratorio per predicare il  vangelo in un “Tempio della Felicità” e inscenando presunti miracoli per attirare donazioni dai fedeli più ingenui. Con il nome di “Sorella Fallon”, Florence diventa rapidamente una figura di spicco, conquistando un vasto seguito di devoti in tutto il paese. Gli spettacoli che mette in scena, orchestrati da Hornsby, sono sempre più elaborati: in una delle sue prediche più sensazionali, Florence parla persino da una gabbia di leoni, alimentando il mito della sua santità. Tuttavia, dietro la facciata di successo, Florence inizia a sentirsi tormentata dai rimorsi e dal vuoto di una vita basata sull’inganno. Un giorno, durante una delle sue prediche, Florence incontra John Carson, un giovane pilota cieco sopravvissuto a un incidente. John, ormai disperato, aveva contemplato il suicidio, ma l’ascolto di una trasmissione radiofonica di Florence gli aveva restituito la speranza. I due iniziano a frequentarsi e si innamorano. John, un uomo dolce e sensibile, usa una marionetta da ventriloquo per esprimere le emozioni che non riesce a verbalizzare, conquistando il cuore di Florence. La loro relazione spinge Florence a confrontarsi con la verità. Decisa a cambiare vita, confessa a John la farsa dietro il suo ministero. Ma Hornsby, determinato a proteggere i suoi interessi, minaccia di distruggerla. Durante una serata cruciale, Florence tenta di svelare pubblicamente la verità ma Hornsby provoca un cortocircuito che scatena un incendio fatale. Hornsby muore tra le fiamme, e Florence, finalmente libera, può cominciare una nuova vita accanto a John.

## Produzione
La donna del miracolo è il secondo dei cinque film realizzati da Barbara Stanwyck sotto la regia di Frank Capra. Prodotto e distribuito dalla Columbia Pictures, il film trae ispirazione dalla figura di Aimee Semple McPherson, celebre evangelista dell'epoca, per costruire il personaggio di Florence Fallon, una giovane donna di fede il cui talento oratorio viene sfruttato da individui senza scrupoli per fini lucrativi. Nonostante l'innovazione e il coraggio nel trattare un tema così provocatorio, il film non riuscì a ottenere un grande successo commerciale, forse a causa delle polemiche suscitate dall’argomento.

## Distribuzione
Distribuito dalla Columbia Pictures Corporation, il film venne presentato in prima al 20 luglio 1931 per poi uscire nelle sale statunitensi il 7 agosto.